# Кузахмедов Тимур Олегович
Тимур Олегович Кузахмедов (10 жовтня 1995, Запоріжжя) — український боксер-професіонал, п'ятиразовий чемпіон світу з кікбоксингу, багаторазовий чемпіон України. Заслужений майстер спорту України.
.